# 121 Hermione
121 Hermione este un asteroid din centura principală, descoperit pe 12 mai 1872 de James Watson.